# Alvinella caudata
Alvinella caudata är en ringmaskart som beskrevs av Desbruyères och Laubier 1986. Alvinella caudata ingår i släktet Alvinella och familjen Alvinellidae. Inga underarter finns listade i Catalogue of Life.